# Julien Mallet
Julien Mallet, né en 1973, est un ethnomusicologue français, spécialiste des musiques malgaches.

## Biographie
Né en 1973, son parcours initial associe une formation et pratique musicale commencée dans les années 1980 et une formation universitaire en ethnomusicologie à Paris X, à partir des années 1990. La formation  musicale passe, de 1988 à 1995, par l'apprentissage de musique d'Angola sous la houlette de  Mario Rui Silva, auteur, compositeur, arrangeur, guitariste et chanteur. Puis par un passage au Centre d'informations musicales de Paris, à partir de 1992, pour une formation théorique et pratique au jazz, suivi par un passage à  l'IACP (Institute for Artistic and Cultural Perception). Le parcours universitaire le conduit jusqu'au D.E.A. d’ethnologie et sociologie comparative en 1998. Il enchaîne ensuite avec une formation d’anthropologie audiovisuel à l'École des hautes études en sciences sociales, puis une thèse de doctorat en ethnologie. Le sujet en est : Liens sociaux et rapports ville campagne, le tsapiky « jeune musique » de Tuléar, Sud-ouest de Madagascar, elle est préparée à Université Paris X Nanterre, UMR 8574 du Laboratoire d’ethnomusicologie du Musée de l’Homme, sous la direction d'Hugo Zemp et présentée en 2002,. 
Mais ses travaux de recherche universitaire débutent dès la fin des années 1990. Depuis 1999, il s'est installé à Madagascar. Il devient un spécialiste des musiques malgaches, et en particulier du tsapiky et du salegy. Il a également étudié les phénomènes de métissage musicaux, des constructions identitaires et de la mondialisation,,. Il est chercheur à l'IRD, a été président de la Société française d'ethnomusicologie (SFE) de 2008 à 2012 .
En 2007, il est retenu par l'ANR pour un projet « jeunes chercheurs », Mondialisation, musiques et danses : circulations, mutations, pouvoirs (Musmond), porté par Sara Le Menestrel (CNRS, MASCIPO, UMR 8168 EHESS). Puis en 2009 pour un projet « Création musicale, circulation et marché d'identités en contexte global » porté par Emmanuelle Olivier (CRAL, EHESS).

## Publications

### Articles
- Julien Mallet, Claude Alain Randriamihaingo. Ce que la musique nous dit, « Musique et sciences sociales ». L'Année francophone internationale, CIDEF-AFI 2016, pp.104-109. 〈halshs-01415656〉
- Julien Mallet, Guillaume Samson. Droits d'auteur, bien commun et création. Tensions et recompositions à Madagascar et à La Réunion. Gradhiva : revue d'histoire et d'archives de l'anthropologie , Musée du quai Branly, 2010, pp.117-137. 〈halshs-00547429〉[9]
- Julien Mallet, Christine Guillebaud, Victor Stoichita. La musique n'a pas d'auteur. Ethnographies du copyright. Gradhiva : revue d'histoire et d'archives de l'anthropologie , Musée du quai Branly, 2010, pp.5-19. 〈halshs-00547433〉
- Julien Mallet. Asio elany ! Le tsapiky, une jeune musique qui fait danser les ancêtres. Cahiers d'ethnomusicologie, Ateliers d'ethnomusicologie, 2008, pp.155-173. 〈halshs-00548063〉
- Julien Mallet. Ethnomusicologie des jeunes musiques. L'Homme - Revue française d'anthropologie, Éditions de l'EHESS 2004, pp.477-488. 〈halshs-00547422〉
- Julien Mallet. Liens sociaux et rapports ville / campagne, analyse d'une pratique musicale du Sud de Madagascar. Kabaro, revue internationale des Sciences de l'Homme et des Sociétés, L'Harmattan ; Université de La Réunion, 2004, pp.155-168. 〈halshs-00548065〉
- Julien Mallet. ‘World Music' : une question d'ethnomusicologie ?. Cahiers d'études africaines, Ecole des Hautes Etudes en Sciences Sociales, 2002, pp.831-852. 〈halshs-00548073〉
- Julien Mallet. Histoire de vies, histoires d'une vie, Damily, troubadour des temps modernes. Cahiers de Musiques Traditionnelles, Ateliers d'ethnomusicologie, 2002, pp.113-132. 〈halshs-00548068〉
- Julien Mallet. Musique urbaine et construction politique de l'identité en Angola. L'homme et la société, L'harmattan, 1997, pp.37-48. 〈halshs-00548074〉[10].

### Ouvrages
- Le tsapiky, une jeune musique de Madagascar : ancêtres cassettes et bals-poussière, Paris, karthala, coll. « Hommes et sociétés », 2009, 279 p. (ISBN 978-2-8111-0209-8, présentation en ligne)〈halshs-00547426〉[11]. Livre primé par l'Académie Charles Cros en 2010 qui récompense les meilleurs ouvrages qui parlent de musique[12],[13].

### CD audio (conception du livret explicatif)
- 2005 CD audio Tsapiky, panorama d’une jeune musique de Tuléar, Arion, ARN64661 [14].